# إريك لاندر
إريك ستيفن لاندر (بالإنجليزية: Eric Lander) (من مواليد 3 فبراير 1957)، عالم رياضيات ووراثة، وأستاذ علم الأحياء في معهد ماساتشوستس للتكنولوجيا وأستاذ علم أحياء النظم في كلية الطب بجامعة هارفارد، عضو سابق في معهد وايتهيد، والمدير المؤسس لمعهد برود في معهد ماساتشوستس للتكنولوجيا وهارفارد. كان الرئيس المشارك لمجلس مستشاري الرئيس الأمريكي باراك أوباما للعلوم والتكنولوجيا. وهو حائز على زمالة ماك آرثر عام 1987.

## الحياة المهنية

### حياته المهنية الرياضية المبكرة
بصفته عالم رياضيات، درس لاندر التركيبات وتطبيقات نظرية التمثيل على نظرية الترميز. استمتع بالرياضيات، لكنه لم يرغب في قضاء حياته في مهنة «رهبانية». لم يكن متأكدًا مما سيفعله بعد ذلك، فتولى وظيفة تدريس الاقتصاد الإداري في كلية إدارة الأعمال بجامعة هارفارد، وبدأ أيضًا في كتابة كتاب عن نظرية المعلومات. بناءً على اقتراح من شقيقه، عالم الأحياء التنموي آرثر لاندر، بدأ في النظر في بيولوجيا الأعصاب «لأن هناك الكثير من المعلومات في الدماغ». من أجل فهم علم الأعصاب الرياضي، شعر أن عليه دراسة علم الأعصاب الخلوي، وأدى ذلك بدوره إلى دراسة علم الأحياء الدقيقة وفي النهاية علم الوراثة. «عندما أشعر أخيرًا أنني تعلمت علم الوراثة، ينبغي أن أعود إلى هذه المسائل الأخرى. لكنني ما زلت أحاول الحصول على علم الوراثة على نحو سليم».
تعرّف لاحقًا على ديفيد بوتستين، عالم الوراثة الذي عمل في معهد ماساتشوستس للتكنولوجيا. عمل بوتستين على إيجاد طريقة لكشف كيف يمكن أن تتحول الاختلافات الدقيقة في الأنظمة الوراثية المعقدة إلى اضطرابات مثل السرطان، والسكري، والفصام، وحتى السمنة. تعاون الاثنان لتطوير خوارزمية حاسوبية لتحليل خرائط الجينات. ثم التحق لاندر بمعهد وايتهيد عام 1986، في نفس العام أصبح أستاذًا مساعدًا في معهد ماساتشوستس للتكنولوجيا. حصل لاندر على زمالة ماك آرثر المرموقة في عام 1987. في عام 1990 أسس معهد وايتهيد/مركز معهد ماساتشوستس للتكنولوجيا لأبحاث الجينوم. أصبح المركز أحد المراكز الرائدة في العالم لأبحاث الجينوم، وبإشراف لاندر، حقق تقدمًا كبيرًا في تطوير طرق جديدة لتحليل الجينومات الثديية. حقق أيضًا إنجازات مهمة في تطبيق هذه المعلومات على دراسة التنوع الجيني البشري، وشكل الأساس لتأسيس معهد برود - وهو التحول الذي قاده لاندر.

### مساهمات في علم الجينوم
كانت هناك مجموعتان رئيسيتان تحاولان تتبع الجينوم البشري: الأول كان مشروع الجينوم البشري، وهو جهد ممول من القطاع العام هدفه نشر المعلومات التي حصل عليها بحرية ودون قيود. شاركت العديد من مجموعات البحث من دول من جميع أنحاء العالم في هذا الجهد التعاوني. أما الجهد الثاني بذلته شركة سيليرا لعلوم الجينوم، التي هدفت إلى تسجيل براءات الاختراع للمعلومات التي جرى الحصول عليها وفرضت رسوم على الاشتراكات لاستخدام بيانات التتبع. (ومنذ ذلك الوقت تخلت سيليرا عن هذه السياسة وتبرعت بكميات ضخمة من معلومات التتبع للاستخدام العام الحر). بدأ مشروع الجينوم البشري، الذي تأسس أولاً، يتحرك ببطء في المراحل الأولى من البحث إذ كان دور وزارة الطاقة غير واضح وكانت تكنولوجيا التتبع في مهدها. عندما دخلت سيليرا السباق لاكتشاف الجينوم، كان الضغط على مشروع الجينوم البشري لإنشاء أكبر قدر من الجينوم في المجال العام في أسرع وقت ممكن. وكان هذا تغييرًا في إستراتيجية مشروع الجينوم البشري، لأن العديد من العلماء في ذلك الوقت أرادوا نسخة أكثر اكتمالًا من الجينوم البشري. وإلى جانب أعضاء آخرين في مجموعة مشروع الجينوم البشري، ضغط لاندر من أجل الاكتشاف الأسرع حتى لا تكتشف شركة سيليرا الجينات وتحصل على براءات الاختراع أولًا.
في عام 2001 نُشرت مسودة الجينوم البشري في مجلة نيتشر. أدرِج معهد وايتهيد للأبحاث الطبية الحيوية، مركز أبحاث الجينوم، أولًا (الترتيب وفقًا للتسلسل الجينومي الإجمالي الذي ساهم به). اختير لاندر مؤلفًا أولًا.
قدم معهد وايتهيد لمركز أبحاث الجينوم مساهمة رائدة في تسلسل جينوم الفأر. بعيدًا عن الاهتمام الأكاديمي، تعد هذه خطوة مهمة في الفهم الكامل للبيولوجيا الجزيئية للفئران التي غالبًا ما تستخدم ككائنات نموذجية في دراسات كل شيء من الأمراض البشرية إلى التطور الجنيني. وبالتالي فإن زيادة فهم الفئران من شأنه أن يسهل العديد من مجالات البحث. تتبع معهد وايتهيد لمركز أبحاث الجينوم أيضًا جينومات سيونا سافيجني (بخاخ البحر)، والسمكة المنتفخة، والفطريات الخيطية ذات العصيباء المبوغة السميكة، والعديد من أقارب فطريات الخميرة، وهي واحدة من أكثر الخمائر المدروسة. وفر جينوم سيونا سافيجني نظامًا جيدًا لاستكشاف الأصول التطورية لجميع الفقاريات. امتلكت السمكة المنتفخة جينومات أصغر مقارنة بالفقاريات الأخرى، ونتيجة لذلك، فإن جينوماتهم هي نماذج «مصغرة» للفقاريات. سهل تسلسل الخمائر المتعلقة بفطريات الخميرة تحديد العناصر التنظيمية الجينية الرئيسية التي قد يكون بعضها شائعًا في جميع حقيقيات النوى (بما في ذلك كل من الممالك النباتية والحيوانية).